# Psychotria greeneana
Psychotria greeneana är en måreväxtart som beskrevs av Ignatz Urban. Psychotria greeneana ingår i släktet Psychotria och familjen måreväxter. Inga underarter finns listade i Catalogue of Life.